# Manis Mato
Manis Mato is een bestuurslaag in het regentschap Muaro Jambi van de provincie Jambi, Indonesië. Manis Mato telt 448 inwoners (volkstelling 2010).